# Медаль национальной безопасности
Медаль национальной безопасности или Медаль за национальную безопасность (англ. National Security Medal) — высшая награда Соединённых Штатов Америки за службу в разведке. Официально учреждена президентом Гарри С. Трумэном в Указе № 10431 от 19 января 1953 года. Первоначально медаль присуждалась любому лицу, вне зависимости от национальности, за выдающиеся достижения или выдающийся вклад в области разведки, связанной с национальной безопасностью США 26 июля 1947 года или после этой даты.
2 октября 2015 года президент Барак Обама внёс поправку в Исполнительный указ 10431. Она позволила награждать медалью любое лицо за выдающиеся достижения или выдающийся вклад, сделанный в области национальной безопасности либо за исключительно достойную службу, выполненную на высокой должности, либо за акт героизма, требующий личного мужества высокой степени. Любое физическое лицо может рекомендовать потенциального лауреата в качестве кандидата на награду ответственному секретарю Совета национальной безопасности. После одобрения награждения исполнительным секретарём Совета национальной безопасности и после утверждения президентом, исполнительный секретарь должен уведомить об этом Офис директора Национальной разведки, который затем обработает рекомендацию о награждении, подготовит медаль и доставит её в Совет национальной безопасности для представления получателю.
Медаль национальной безопасности выдается как гражданским лицам, так и личному составу Вооружённых сил США и является официальной наградой для показа на военной форме Вооружённых сил США. Медаль национальной безопасности носится после всех военных личных наград и наград подразделений США, а также перед любыми наградами за военные кампании/службы и иностранными наградами.
Дополнительные знаки отличия Медали национальной безопасности обозначены бронзовыми дубовыми листьями.

## Известные получатели
- Ави Берковиц[англ.][4]
- Уильям Джозеф Донован[5]
- Аллен Даллес[6]
- Дэвид М. Фридман[4]
- Уильям Ф. Фридман[7]
- Роберт Гейтс[8]
- Ричард Гренелл[9]
- Майкл Хейден[10]
- Ричард Хелмс[11]
- Дж. Эдгар Гувер[12]
- Кларенс Джонсон[13]
- Джаред Кушнер[4]
- Эдвард Лансдейл[14]
- Джон МакКоун
- Стивен Мнучин[4]
- Роберт О'Брайен[4]
- Майк Помпео[4]
- Джон Раколта[англ.][4]
- Джон Скотт Редд[15]
- Кермит Рузвельт[англ.][16]
- Фрэнк Роулетт[17]
- Венди Шерман[18]
- Уолтер Беделл Смит[19]
- Уильям Стадмен[20]
- Уильям Уэбстер[21]